# كوري لي (لاعب كرة قاعدة)
كوري لي (بالإنجليزية: Corey Lee)‏ هو لاعب كرة قاعدة أمريكي، ولد في 26 ديسمبر 1974 في رالي في الولايات المتحدة.

## وصلات خارجية
- كوري لي على موقع دوري كرة القاعدة الرئيسي (الإنجليزية)
- كوري لي على موقع الدوري الياباني لكرة القاعدة (الإنجليزية)
- كوري لي على موقعبيزبول رفرنس.كوم (الدوري الرئيسي) (الإنجليزية)
- كوري لي على موقعبيزبول رفرنس.كوم (الدوري الثانوي) (الإنجليزية)
- كوري لي على موقع إي إس بي إن.كوم (أم.أل.بي) (الإنجليزية)
- كوري لي على موقع مشجعي الرسوم البيانية (الإنجليزية)